# Francesco Baiano
Francesco Baiano (Nápoles, Italia, 24 de febrero de 1968) es un exfutbolista y entrenador italiano. Se desempeñaba como delantero y actualmente es entrenador de la Primavera del AC Pisa.

## Trayectoria
Formado en las categorías inferiores del Napoli, fue incorporado al primer equipo en 1984, debutando en la temporada siguiente con sólo 17 años de edad, en la Copa de Italia contra el Salernitana y en la Serie A contra el Sampdoria, reemplazando al lesionado Caffarelli. Logró jugar varios partidos, a pesar de la joven edad y de la presencia de jugadores de nivel como Maradona, Bertoni, Giordano y Penzo.
En la temporada 1986/87 el club napolitano lo cedió a préstamo al Empoli, recién ascendido a la máxima categoría, donde marcó sus primeros goles en Serie A. Vuelto al Napoli, debutó en la Copa de Europa en el Santiago Bernabéu ante el Real Madrid, el 16 de septiembre de 1987. Con la llegada del delantero de la Seleção Careca, Baiano no fue utilizado con continuidad, así que pidió ser cedido a otros clubes: en los años siguientes militó en la Serie B con Parma, Empoli y Avellino.
Cuando, en el verano de 1990, el Napoli campeón de Italia adquirió a los delanteros Silenzi e Incocciati, Baiano fue transferido al Foggia. Aquí comenzó el ápice de su carrera: con la camiseta rossonera jugó dos temporadas bajo la guía del entrenador Zdeněk Zeman, formando parte del tridente ofensivo con Signori y Rambaudi (aporado "el trío de las maravillas"). Realizó 38 goles, logrando el ascenso a la Serie A y ganando el título de capocannoniere del torneo.
En el verano de 1992 fue adquirido en subasta por la Fiorentina. En la primera vuelta de la liga el conjunto de Florencia, gracias a los goles de Baiano y del argentino Batistuta, alcanzó las primeras posiciones de la tabla; sin embargo, en la segunda vuelta una clamorosa bajada de rendimiento llevó al inesperado descenso de la Fiorentina a la Serie B. Tras un año en la segunda división italiana (donde Baiano jugó muy poco por una lesión, marcando 4 goles), la Viola ascendió otra vez a la Serie A y en los años siguientes fue entre los protagonistas del Calcio, ganando una Copa de Italia y una Supercopa de Italia.
En 1997 se mudó a Inglaterra, fichando por el Derby County: ha sido el séptimo italiano en jugar en la Premier League, después de Vialli, Ravanelli, Zola, Festa, Di Matteo y Carbone. En Derby el delantero napolitano se ganó la simpatía y el respeto de la hinchada local, siendo elegido como el Derby County Player of the year en su primera temporada en el club inglés.
En enero de 2000 volvió a Italia, para jugar en la Serie B con Ternana y Pistoiese. En 2002 firmó con el Sangiovannese, donde militó siete temporadas, jugando 96 partidos y marcando 33 goles entre Serie C2 y Serie C1. En 2008, con 40 años de edad, pasó al Sansovino, asumiendo el doble papel de jugador y entrenador.
Desde 2010 a 2014 fue el segundo entrenador de Giuseppe Sannino, trabajando con Varese, Siena, Palermo y Chievo Verona. También fue el primer entrenador del Scandicci de la Serie D y del Varese.

## Selección nacional
Ha sido internacional con la Selección de fútbol de Italia en 1991, siendo convocado por el técnico Arrigo Sacchi en 3 ocasiones y jugando 2 partidos ante Noruega y Chipre.

## Clubes
| Club                 | País       | Año       |
| -------------------- | ---------- | --------- |
| SSC Napoli           | Italia     | 1984-1986 |
| Empoli FC (cedido)   | Italia     | 1986-1987 |
| SSC Napoli           | Italia     | 1987      |
| Parma AC (cedido)    | Italia     | 1987      |
| Empoli FC (cedido)   | Italia     | 1988-1989 |
| US Avellino (cedido) | Italia     | 1989-1990 |
| US Foggia            | Italia     | 1990-1992 |
| AC Fiorentina        | Italia     | 1992-1997 |
| Derby County FC      | Inglaterra | 1997-1999 |
| Ternana Calcio       | Italia     | 2000      |
| AC Pistoiese         | Italia     | 2000-2002 |
| AC Sangiovannese     | Italia     | 2002-2008 |
| AC Sansovino         | Italia     | 2008-2009 |

## Palmarés

### Campeonatos nacionales
| Título              | Club                   | País   | Año     |
| ------------------- | ---------------------- | ------ | ------- |
| Serie B             | Unione Sportiva Foggia | Italia | 1990-91 |
| Serie B             | AC Fiorentina          | Italia | 1993-94 |
| Copa de Italia      | AC Fiorentina          | Italia | 1995-96 |
| Supercopa de Italia | AC Fiorentina          | Italia | 1996    |
| Serie C2            | AC Sangiovannese       | Italia | 2002-03 |

### Distinciones individuales
| Distinción                   | Año     |
| ---------------------------- | ------- |
| Capocannoniere de la Serie B | 1990-91 |